# Piazza Indipendenza (Giacarta)
Piazza dell'indipendenza (Medan Merdeka o Lapangan Merdeka) è una piazza situata nel centro di Giacarta, in Indonesia.
Con i suoi 100 ettari di superficie, è considerata la seconda più grande piazza urbana al mondo.
Inaugurata (con la forma attuale) nel 1976 è oggi circondata da edifici governativi e ministeri e ospita il monumento nazionale dell'Indonesia, un obelisco alto 137 metri.